# Claudionor Germano
Claudionor Germano da Hora (Recife, 10 de agosto de 1932) é um cantor brasileiro.
 Claudionor é irmão do artista plástico Abelardo da Hora e do médico escritor Bianor da Hora, e pai do também cantor de frevo Nonô Germano.
O seu trabalho sempre esteve relacionado a composição e interpretação do Frevo, sendo um dos principais intérpretes de Capiba e Nelson Ferreira.
Claudionor Germano foi o intérprete nacional que mais gravou um mesmo compositor, tendo gravado 132 canções de Capiba.

## Carreira
Claudionor Germano iniciou sua carreira artística em 1947, na Rádio Clube de Pernambuco, compondo um conjunto musical denominado Ases do ritmo.
Em 1948 o grupo foi escolhido o melhor grupo vocal do ano em Pernambuco.
Claudionor iniciou carreira-solo, sem, no entanto, desligar-se dos Ases do Ritmo.
Depois do seu contrato com a Rádio Clube, também foi contratado pela Rádio Jornal do Commercio e pela Rádio Tamandaré.
Em 1951 gravou com os Ases do Ritmo o samba Eu não posso viver sem mulher, de Victor Simon e David Raw, e a marcha Vai ser pra mim, de José Roy, Vladimir de Melo e Orlando Monello.
Em 1955 a gravadora pernambucana Rozenblit, através do selo Mocambo, lançou o disco com sua interpretação de Boneca, frevo-canção de Aldemar Paiva e José Menezes, e, em 1957 o Frevo nº 3, de Antônio Maria. Até então dividia os discos com outros intérpretes, utilizando-se de apenas um lado.
Em 1966 partipou do I Festival Internacional da Canção, na TV Rio, do Rio de Janeiro, com A canção do amor que não vem, de Capiba.
Voltou a participar em 1967 (São os do Norte que vêm, de Capiba e Ascenso Ferreira - quinto lugar) e em 1968 (Por causa de um amor, de Capiba).
Em 1979 participou do festival recifense Frevança.
Em 1990 e 1995 participou do Recifrevo.

## Discografia

### LP
- O que eu fiz... e você gostou - Carnaval cantado de Nelson Ferreira - 1959;
- Capiba - 25 anos de frevo - 1959;
- Carnaval começa com C - 1961;
- O bom do carnaval - 1980 (pela RCA);
- Baile da Saudade- volumes I e II - 1980 (pela Rozenblit), com a Orquestra de Frevos de Nelson Ferreira;

### CD
- Em 2000 produziu e lançou 3 CD, com o título de Paranambuco, utilizando os ritmos:

1. Frevo-canção;
2. Frevo de bloco;
3. Maracatu e Caboclinho.

- Em 2002 lançou Mestre Capiba.

## Sucessos
- Nem que chova canivete (Capiba);
- Maria Bethania (Capiba);
- É de amargar (Capiba);
- Saudades do Recife (Arlete Santos);
- A dor de uma saudade (Edgar Moraes);
- A mesma rosa amarela (Capiba e Carlos Pena Filho);
- Colombina (Miguel Brito e Armando Sá);

## Excursões
- Vôo do Frevo, para Miami, Nova Iorque e Tóquio.